# Otolelus pruinosus pruinosus
Otolelus pruinosus pruinosus é uma subespécie de insetos coleópteros polífagos pertencente à família Aderidae.
A autoridade científica da subespécie é von Kiesenwetter, tendo sido descrita no ano de 1861.
Trata-se de uma subespécie presente no território português.